# 레안드루 비소투

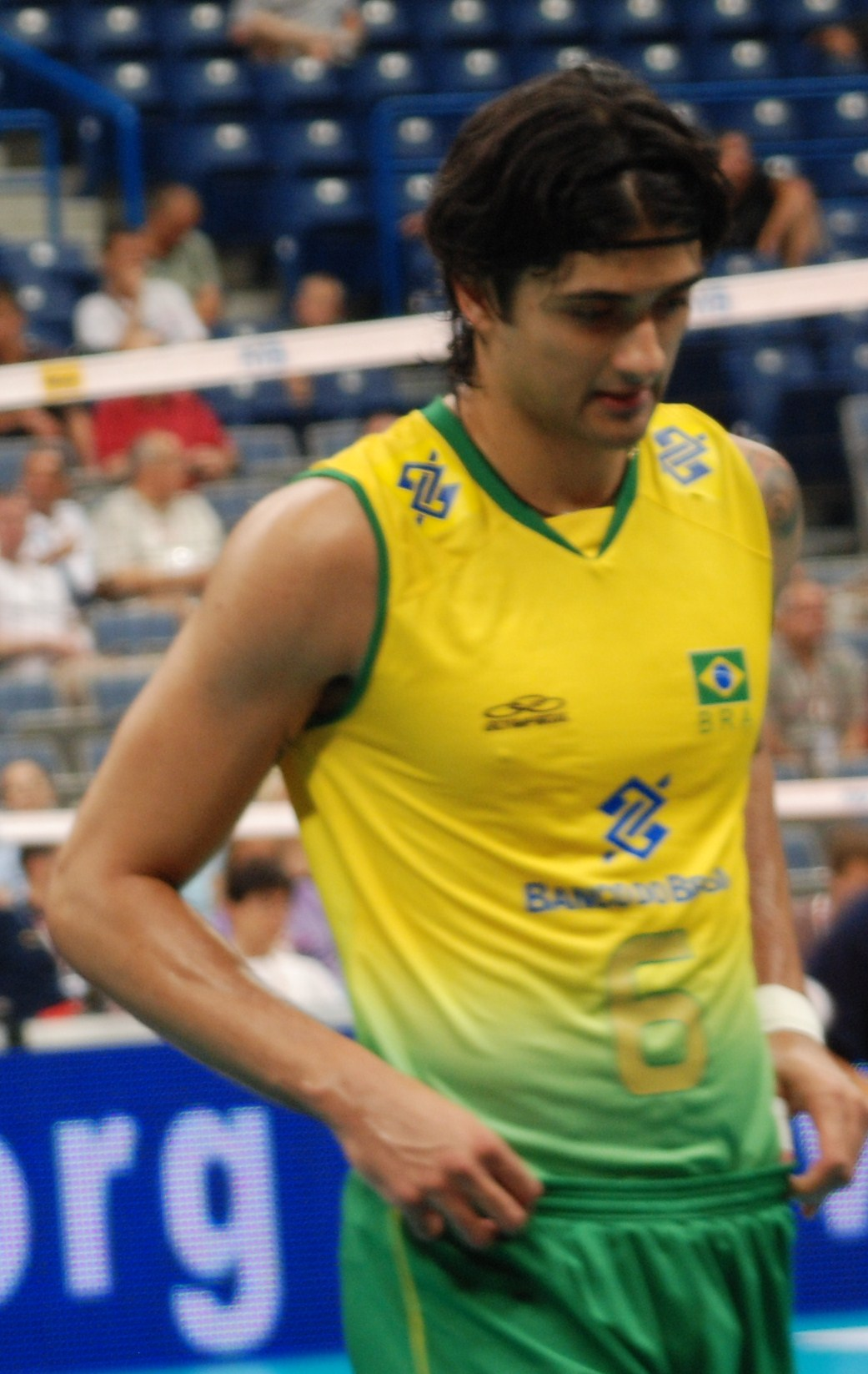
2009년 월드리그 아르헨티나와의 경기 당시의 비소투

레안드루 비소투 네베스(포르투갈어: Leandro Vissotto Neves, 1983년 4월 30일~)는 브라질의 배구 선수이다.